# السرب 106 (إسرائيل)
تشكل السرب 106 التابع للقوات الجوية الإسرائيلية، المعروف أيضاً باسم سرب رأس الحربة (بالعبرية:טייסת חוד החנית)، في 13 يونيو 1948 لأغراض النقل.
كانت قائمة طائراته الأولى تشمل العديد من طائرات النقل مثل سي-45 كوماندوز، إل-049 كونستليشن ودوغلاس سي-54 سكاي ماستر. والتي طارت تحت غطاء شركة طيران مزيفة تدعى خطوط بنما الجوية (Líneas Aéreas de Panamá). كانت أول مشاركة للسرب خلال عملية بالاك، ولكن جرى حله في يونيو 1949. وانتقلت طائرات السرب إلى شركة طيران تدعى أركيا للطيران. ولم يُعاد تشكيله إلا في 11 يونيو 1982، حيث اشترك في حرب لبنان 1982. ومنذ هذه الحرب، حقق السرب خمس انتصارات جوية فيما بين 1982-1985. طارت طائرات السرب طراز إف-15 في دوريات جوية قتالية خلال عاصفة الصحراء كحاجز للهجمات الجوية المحتملة التي قد تشنها القوات الجوية العراقية. ويُحلق السرب حالياً بمقاتلات إف-15 إيغل بي/سي/دي في قاعدة تل نوف الجوية.

## وصلات خارجية
- The Second Eagle Squadron
- Global Security Profile